# Le Bonheur (Maupassant)
Pour les articles homonymes, voir Le Bonheur.
Le Bonheur est une nouvelle de Guy de Maupassant, parue en 1884.

## Historique
Le Bonheur est un conte publié dans le quotidien Le Gaulois du 16 mars 1884, puis dans le recueil Contes du jour et de la nuit.

## Résumé
Un soir, face à la Corse qui apparaît à l'horizon, en parlant de bonheur, un vieux monsieur raconte un singulier souvenir. Au cours d'un voyage dans cette île, il passa la nuit chez un vieux couple. La femme l'accueillit toute contente et l'homme se contenta de lui serrer la main puis d'aller se rasseoir sur sa chaise. La femme avait autrefois été riche. Elle révéla à l'étranger de passage son bonheur au côté de l’ancien sous-officier de hussards qui l’avait enlevée de chez ses parents. L’homme se tait : que peut-il ajouter au contentement de son simple bonheur ?

## Éditions
- 1884 - Le Bonheur, dans Le Gaulois
- 1885 - Le Bonheur, dans Contes du jour et de la nuit aux éditions Marpon-Flammarion, coll. Bibliothèque illustrée.
- 1886 - Le Bonheur, dans Le Bon Journal
- 1888 - Le Bonheur, dans La Vie populaire, hebdomadaire du Petit Parisien.
- 1974 - Le Bonheur, dans Maupassant, Contes et Nouvelles, tome I, texte établi et annoté par Louis Forestier, éditions Gallimard, Bibliothèque de la Pléiade.